# Tash Rabat

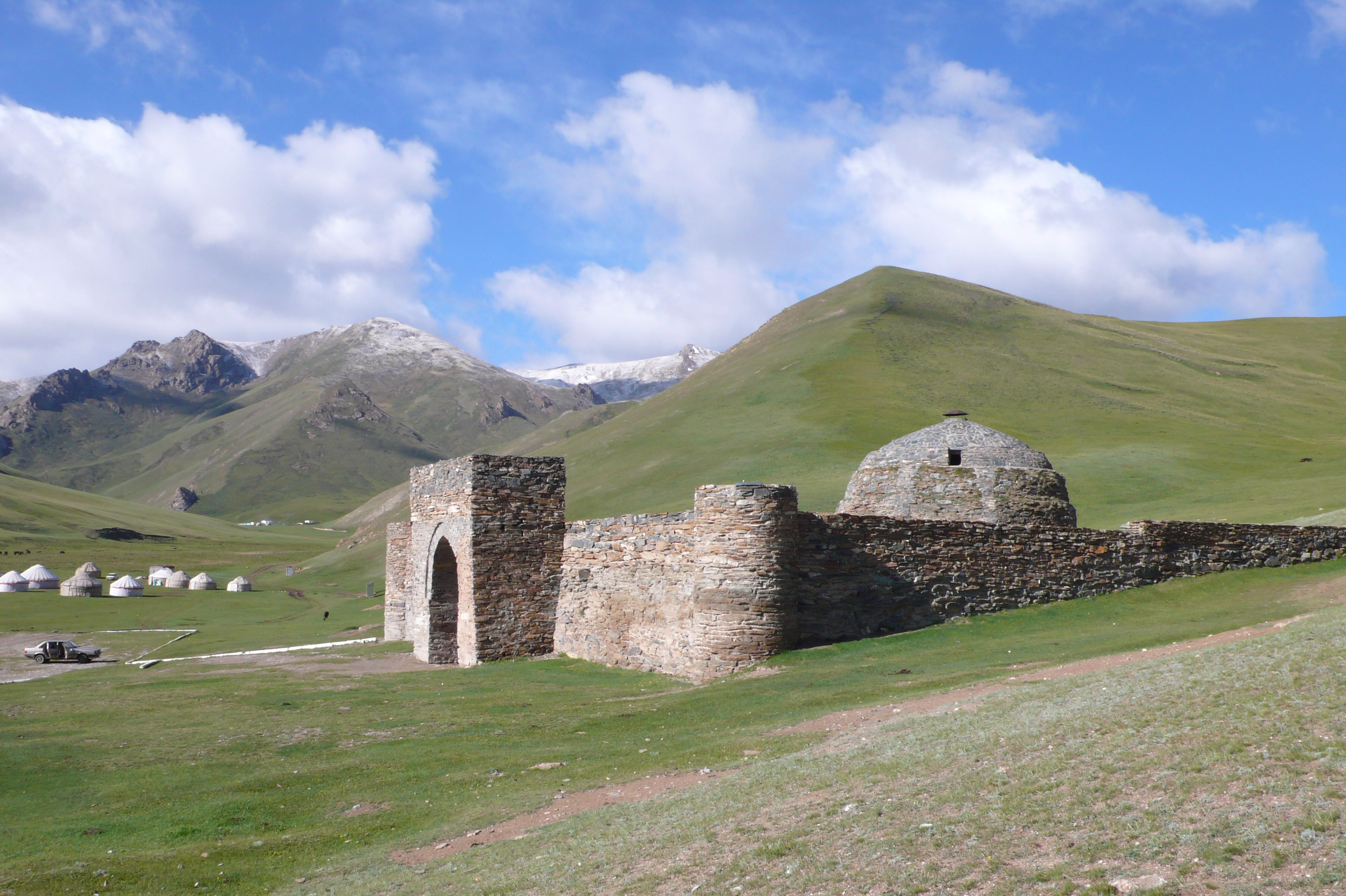
Tash Rabat

Tash Rabat (Kirgizisch: Таш Рабат) is een goed bewaard gebleven nestoriaans klooster uit de 10e eeuw, dat vanaf de 15e eeuw in gebruik was als karavanserai. Het is gelegen in het district At-Bashi in de provincie (oblast) Naryn in Kirgizië. De naam betekent "Stenen Herberg".

## Ligging
Tash Rabat ligt in het Tian Shangebergte, de 'hemelse bergen ", op ongeveer 3500 m boven de zeespiegel. Het ligt ongeveer 15 kilometer ten zuiden en ten oosten van de weg A365, die het verloop  van een tak van de Zijderoute volgt.

## Onderzoek
Al in 1888 vermoedde de Russische dokter en reiziger Nicolay Lvovich Zeland dat de Tash Rabat oorspronkelijk een nestoriaans of boeddhistisch klooster was. Uit onderzoek in de jaren 70 en 80 van de 20e eeuw door de Kyrgyz Academy of Sciences bleek, dat het inderdaad om een nestoriaans klooster ging, dat in de 10e eeuw was gebouwd. Tijdens de opgravingen werden er echter geen christelijke artefacten gevonden. 

## Structuur
De Tash Rabat bestaat uit 31 kamers met koepelvormige daken. 